# The Very Best of Kenny G
The Very Best of Kenny G – album z największymi przebojami saksofonisty Kenny’ego G, wydany w 1994 roku.

## Lista utworów
1. „Forever in Love” – 4:57
2. „Waiting for You” – 4:59
3. „By the Time This Night Is Over” – 4:46
4. „Jasmine Flower” – 4:36
5. „Theme from Dying Young” – 5:18
6. „Uncle Al” – 4:35
7. „Going Home” – 5:28
8. „Silhouette” – 4:30
9. „Against Doctor's Orders” – 4:06
10. „We've Saved the Best for Last” – 4:19
11. „Sade” – 4:18
12. „Midnight Motion” – 4:07
13. „Don't Make Me Wait for Love” – 4:45
14. „Songbird” – 3:59